# Livsduelighed
Livsduelighed er begreb, der beskriver en persons evne til at håndtere livets udfordringer og krav på en konstruktiv måde . Livsduelighed omfatter både færdigheder, viden og ressourcer, der er nødvendige for at kunne fungere tilfredsstillende i forskellige sociale, personlige og arbejdsmæssige situationer.
Begrebet livsduelighed er bredt og kan dække forskellige områder af en persons liv, herunder fysisk, mental, social og følelsesmæssig trivsel. Der findes forskellige teorier om livsduelighed, og det videnskabelige begreb anvendes både inden for biologi, psykologi, filosofi og pædagogik.

## Begrebet
Livsduelighed er en betegnelse for styrken og evnen til at leve. Livsduelighed er et begreb, der beskriver en persons evne til at håndtere og navigere gennem livets udfordringer og krav. Livsduelighed er en vigtig komponent i trivsel og succes i både personlige og professionelle aspekter af livet. Det kan udvikles og styrkes gennem livserfaringer, uddannelse og bevidst træning af de nævnte færdigheder.
Livsduelighed er ikke statisk, men udvikler sig gennem livet afhængigt af erfaringer, uddannelse, social støtte og personlig vækst. Det er et vigtigt begreb inden for både psykologi og samfundsvidenskaber, da det har stor betydning for en persons livskvalitet og trivsel.

## Anvendelsesområder

### Biologi og lægevidenskab
Ifølge biologien har ethvert levende væsen en livsduelighed (eng.: life capacity) i sig. Denne evne til at være livsduelig stammer fra dets arvelige anlæg, der har udkrystalliseret sig i løbet af mange millioner år og vist sig succesrige, dvs. egnede til at sikre overlevelse. Hvis et levende væsen ikke havde den livsduelighed i sig, ville det for længst være uddødt. Livsduelighed er et spørgsmål om egnethed i den økologiske niche, man lever i.
Inden for lægevidenskab anvendes begrebet livsduelighed sommetider synonymt med begrebet levedygtighed, der betegner den organiske evne til at leve.

### Filosofi og psykoterapi
Begrebet anvendes på en anden måde i filosofien, hvor det at være livsduelig rækker ud over den rent biologiske evne til at leve. Hos filosoffen og terapeuten Anders D. Sørensen anvendes begrebet livsduelighed som en betegnelse for dygtigheden til at udfolde livet og stå ved sig selv. At være livsduelig kan fremmes gennem filosofisk livskunst eller eksistentiel terapi.

### Psykologi og sociologi
I psykologen og forfatteren Anne Linders forskellige bøger om livsduelighed anvendes begrebet psykologisk som synonym med begrebet resiliens. Linder er en af de førende eksperter i International Child Development program og lægger særlig vægt på at udvikle børns styrker, der er et psykisk begreb. Forståelsen anvendes også inden for pædagogisk psykologi, og man får således bedre læring ved at fokusere på børns karakterstyrker. Samtidig får børnene mere selvtillid og bedre selvværd. Linder har blandt andet skrevet om livsduelighed sammen med psykologen Mette Ledertoug, der også har skrevet selvstændigt om emnet.
Resiliens-betydningen af begrebet livsduelighed stammer især fra den danske oversættelse af psykologen Carmel Cefais bog Frem elevens Livsduelighed. Bogen giver en indgang til at fremme resiliens blandt elever og er således et pædagogisk psykologisk perspektiv.
Resiliens er i bredere forstand et psykologisk begreb for evnen til at håndtere stress og katastrofer, og det at et barn viser sig at være modstandsdygtig overfor psykiske problemer. Personer der har god resiliens er i stand til at håndtere kriser og stress på en positiv måde. Begrebet kan også kan oversættes som robusthed eller modstandsdygtighed.
Socialforskningsinstituttet udgav i 2016 en rapport om emnet. Her anvendtes begrebet livsduelighed som en betegnelse for de egenskaber, og kompetencer der skulle til, for at børn kunne blive til velfungerende voksne, der kunne "håndtere udfordringer, fungere alene såvel som i fællesskaber og udvikle sig i mødet med omverdenen" (SFI 2016).

### Pædagogik og uddannelse
Begrebet livsduelighed har flere forskellige betydninger i pædagogikken, hvor det har fået en stigende rolle de senere år:
Ifølge lektor og PhD, Pia Rose Böwadt, kan begrebet i dansk sammenhæng føres tilbage til Grundtvigs tanker om livsoplysning. Her er det et dannelsesbegreb, der handler om evnen til at leve et muntert og virksomt liv. Böwadts bog Livsduelighed - fra Grundtvig til konkurrencestat fortæller om begrebets udvikling i dansk pædagogik og uddannelse. Bogen viser, at begrebet om det livsduelige er flertydigt, hvorfor der ikke kan gives nogen enkel definition af, hvad det betyder at være livsduelig. Til gengæld ruster bogen dermed læreren til selv at kunne tage stilling.
Politikeren Christine Antorini har i nyere tid talt for, at livsduelighed skulle være en del af folkeskolen. Hendes vision om Ny Nordisk Skole havde således et mål om livsduelighed.
Forskeren Frederik Pio har set på en sanselighedspædagogisk tilgang til faget musik. Her bliver livsduelighed et muligt ideal for skolens musikundervisning.
Ifølge forskeren Per Schultz Jørgensen drejer livsduelighed sig om karakterdannelse og bør være en del af folkeskolen. Det handler om at ruste børnenes personlighed til de udfordringer, der findes i samfundet. At blive livsduelig indebærer, at man har livsmod og kan tage ansvar for sig selv og andre.
For socialanalytikeren Lars-Henrik Schmidt drejer livsduelighed sig om den kunnen, der gør, at man kan magte sin livssituation. Denne livsduelighed må skelnes fra ren arbejdsduelighed, og drejer sig om, at man kan lykkes med sit liv som sådan.
For forskeren Claus Holm drejer livsduelighed sig mere om kompetencerne i konkurrencesamfundet. Livsduelighed er kompetenceudvikling ud over talentet. Her er målet i højere grad at optimere læringsudbyttet.

## Beslægtede begreber
Hos Martha Nussbaum og Amartya Sen findes en capability approach, der vil fremme individers evner i sundhed, økonomi og uddannelse.’ Capability’ omfatter her det at evne inden for forskellige livsområder.
På engelsk anvendes desuden betegnelsen ‘life skills’, der betegner evner til at møde livets udfordringer.
‘Livskvalitet’ betegner den oplevede følelse af at have et godt liv og handler oftest om andre faktorer end økonomi og overlevelse. Vurderingen af god eller dårlig livskvalitet beror ofte på personens egen subjektive bedømmelse, mens en objektiv vurdering af livskvalitet må begrænses til at iagttage, hvorvidt fundamentale menneskelige behov er opfyldt.
Sommetider bruges betegnelsen 'det bæredygtige liv' om et liv, hvor betingelserne for det gode liv er til stede.